# Panda

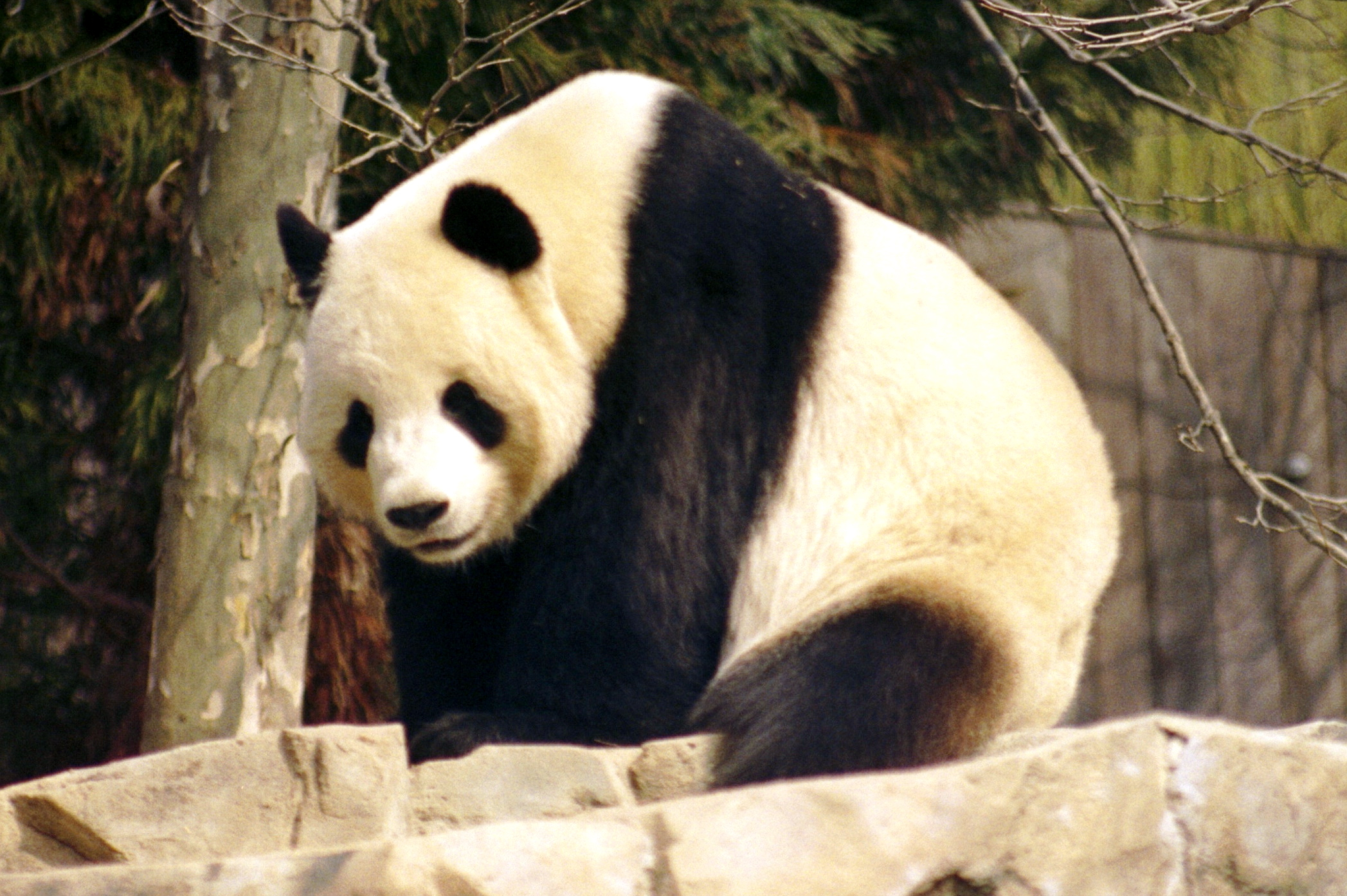
Panda velká

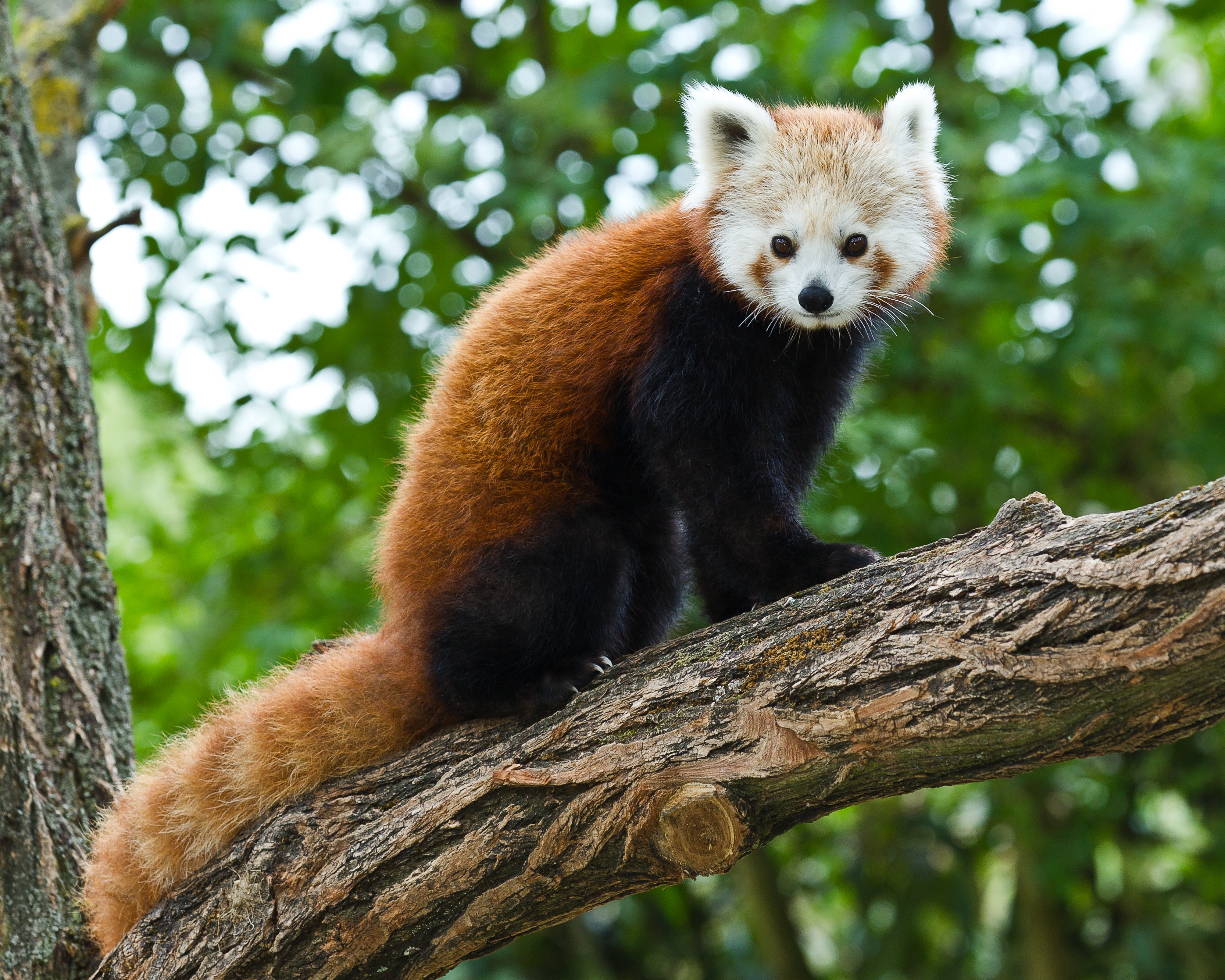
Panda červená

Panda je souhrnný český název pro nepříbuzné rody šelem Ailurus a Ailuropoda. Do každého z rodů patří jediný žijící druh, jsou ale známy i tři fosilní druhy rodu Ailuropoda.

## Druhy

### RodAilurus
- Panda červená Ailurus fulgens F. G. Cuvier, 1825

### RodAiluropoda
- Panda velká Ailuropoda melanoleuca David, 1869
- Ailuropoda microta Pei, 1962 (pozdní pliocén, †)
- Ailuropoda wulingshanensis Wang, 1982 (pozdní pliocén až raný pleistocén, †)
- Ailuropoda baconi Woodward, 1915 (pleistocén, †)
- Ailuropoda minor Pei, 1962 (pleistocén, †)

## Systematika
Panda velká patří do čeledi medvědovitých, panda červená je jediným žijícím zástupcem větve příbuzné skunkovitým, medvídkovitým a kunovitým.